# Crauthem
Crauthem (luxembourgeois: Krautem, allemand: Krauthem) est une section de la commune luxembourgeoise de Roeser située dans le canton d'Esch-sur-Alzette.